# Abbie Cornish

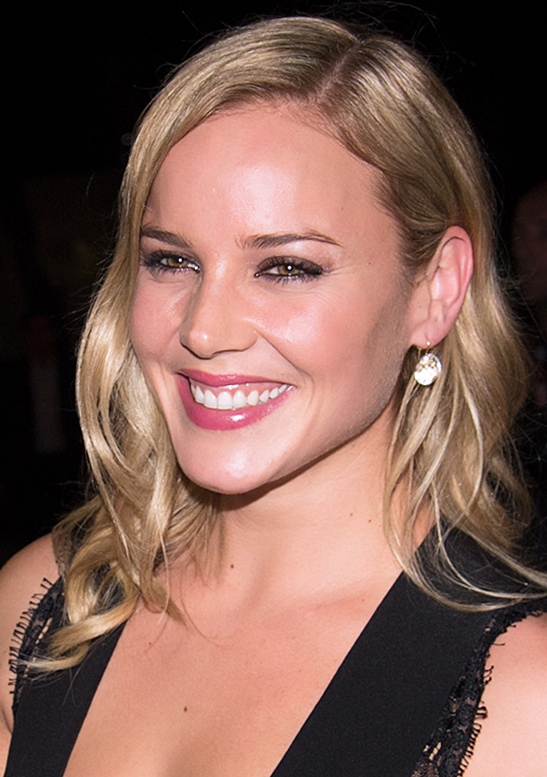
Abbie Cornish beim Toronto International Film Festival 2012

Abbie Cornish (* 7. August 1982 in Lochinvar, New South Wales) ist eine australische Schauspielerin.

## Leben und Karriere
Nach ersten erfolgreichen Rollen in australischen Fernsehserien bekam Cornish 1999 den Australian Film Institute Award für ihre Rolle der Simone Summers in der ABC-Serie Wildside. Ihr Kinodebüt gab sie im Jahr 2000 in dem Kinofilm The Monkey’s Mask von Samantha Lang.
Mit ihrer von Kritikern gelobten schauspielerischen Leistung in dem von Cate Shortland (Regie und Drehbuch) gedrehten Film Somersault – Wie Parfum in der Luft wurde auch außerhalb Australiens ein breiteres Publikum auf Cornish aufmerksam. In Somersault spielte sie erstmals eine Hauptrolle. Das Australian Film Institute (AFI) zeichnete den Film mit 13 „australischen Filmoscars“ u. a. in den wichtigsten Kategorien Beste Regie, Beste Schauspielerin, Bester Schauspieler und Bestes Drehbuch aus. Auch die Film Critics Circle of Australia (FCCA) verliehen dem Film Auszeichnungen. Somersault feierte im Mai 2004 auf dem Filmfestival in Cannes in der Reihe Un Certain Regard Premiere. Ihre zweite Hauptrolle spielte sie an der Seite von Heath Ledger in einem unter der Regie von Neil Armfield entstandenen Drogendrama namens Candy. Der Film wurde auf der Berlinale 2006 im Wettbewerb gezeigt. Neben Russell Crowe als Max Skinner agierte sie in Ridley Scotts Sommerkomödie Ein gutes Jahr (2006) als seine Cousine Christie.
Cornish war seit den Dreharbeiten zu Stop-Loss mit dem US-amerikanischen Schauspielkollegen Ryan Phillippe liiert. Ende Februar 2010 gab das Paar seine Trennung bekannt.

## Filmografie (Auswahl)

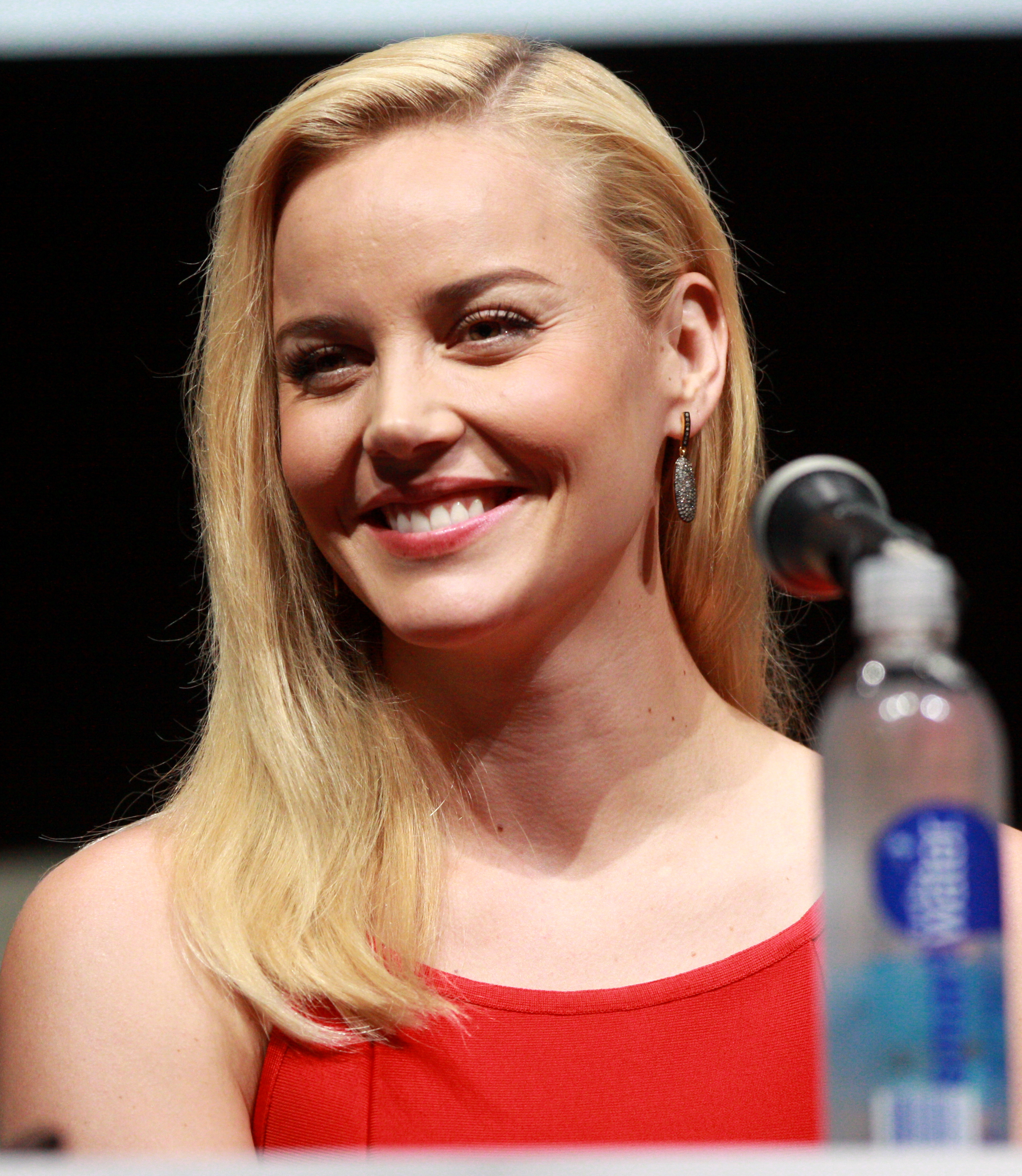
Cornish auf der Comic-Con 2013

- 1997: Wildside (Fernsehserie, 9 Episoden)
- 1999: Close Contact (Fernsehfilm)
- 2000: Water Rats (Fernsehserie, Episode 5x32)
- 2000: The Monkey’s Mask
- 2001: Life Support (Fernsehserie, 10 Episoden)
- 2003: White Collar Blue (Fernsehserie, Episode 1x22)
- 2002: Outriders – Abenteuer Australien (Outriders, Fernsehserie, 26 Episoden)
- 2003: Horseplay
- 2003: Marking Time (Fernsehfilm)
- 2004: One Perfect Day
- 2004: Somersault – Wie Parfum in der Luft (Somersault)
- 2004: Everything Goes
- 2005: Candy – Reise der Engel (Candy)
- 2006: Ein gutes Jahr (A Good Year)
- 2007: Elizabeth – Das goldene Königreich (Elizabeth: The Golden Age)
- 2008: Stop-Loss
- 2009: Bright Star
- 2010: Die Legende der Wächter (Legend of the Guardians: The Owls of Ga’Hoole, Synchronstimme)
- 2011: Sucker Punch
- 2011: Ohne Limit (Limitless)
- 2011: W.E.
- 2012: The Girl
- 2012: 7 Psychos (Seven Psychopaths)
- 2014: Klondike (Miniserie, 6 Episoden)
- 2014: RoboCop
- 2015: Die Vorsehung (Solace)
- 2016: Lavender
- 2017: Three Billboards Outside Ebbing, Missouri
- 2017: The Girl Who Invented Kissing
- 2017: Geostorm
- 2017: 6 Days
- 2018: Where Hands Touch
- 2018: Perfect
- 2018: Paris Song
- 2018, 2023: Tom Clancy’s Jack Ryan (Fernsehserie, 14 Episoden)
- 2019: Secret Bridesmaids’ Business (Miniserie, 6 Episoden)
- 2021: The Virtuoso
- 2022: Dakota
- 2024: Detained

## Auszeichnungen
- Australian Film Institute: Young Actor’s Award für Wildside
- Nominiert—Australian Film Institute Award bester Gaststar in einer Nebenrolle für Marking time
- Australian Film Institute Award beste Darstellerin für Somersault
- Film Critics Circle of Australia Award beste Darstellerin für Somersault
- Inside Film Award beste Darstellerin für Somersault
- Miami Film Festival: Breakthrough Award für Somersault
- Film Critics Circle of Australia Award beste Darstellerin für Candy
- Nominiert—Australian Film Institute Award beste Darstellerin für Candy
- Nominiert—Inside Film Award beste Darstellerin für Candy
- Nominiert—Australian Film Institute Award beste Darstellerin für Bright Star
- Nominiert—British Independent Film Award beste Darstellerin für Bright Star
- Nominiert—Chicago Film Critics Association Award beste Darstellerin für Bright Star
- Nominiert—Denver Film Critics Society Award beste Darstellerin für Bright Star
- Nominiert—Houston Film Critics Society Award beste Darstellerin für Bright Star
- Nominiert—International Cinephile Society Award beste Darstellerin für Bright Star (sie wurde auf den zweiten Platz gewählt)
- Nominiert—London Film Critics Circle Award beste Darstellerin für Bright Star
- Nominiert—National Society of Film Critics Award for Best Actress (sie wurde auf den zweiten Platz gewählt)
- Nominiert—San Diego Film Critics Society Award for Best Actress (sie wurde auf den zweiten Platz gewählt)
- Nominiert—Satellite Award beste Darstellerin (Drama) für Bright Star